# NGC 1105
NGC 1105 je galaksija u zviježđu Eridan.

## Vanjske poveznice
- SEDS: NGC 1105